# قاتل گوسفند
قاتل گوسفند (به انگلیسی: Killer of Sheep) فیلمی ۸۱ دقیقه‌ای به کارگردانی، نویسندگی، تهیه‌کنندگی و فیلمبرداری چارلز برنت محصول سال ۱۹۷۸ است.
چارلز برنت، فیلم «قاتل گوسفند»، را به عنوان پایان نامه دانشجویی اش با بودجه ده هزار دلار ساخت و یکی از فیلم های مستقل کمتر دیده شده سینمای آمریکاست. برنت در این فیلم مستندگونه درخشان، زندگی روزمره یک کارگر سیاه پوست کشتارگاهی در منطقه واتس لس آنجلس را تصویر کرده است.تاثیر سبک بداهه پردازانه جان کاساوتیس و رویکرد خاص او به زندگی روزمره زناشویی را در کارهای برنت می توان دید. کلوزآپ های منحصر به فرد او از چهره شخصیت ها در وضعیت های مختلف، به شدت یادآور نماهای مشابه کاساوتیس است.

## خلاصهٔ داستان فیلم
استن ساعت‌های متمادی را در کشتارگاهی در محله واتس واقع در شهر لس آنجلس کار می کند. فرسودگی کار در کشتارگاه بروی زندگی شخصی او، همسر و فرزندانش تاثیر می گذارد. در نتیجه یکسری اتفاقات اپیزودیک-دو آشنای بزهکار استن از او درخواست همکاری می کنند، یک زن سفید پوست به اون پشنهاد می دهد که در مغازه‌اش کار کند، استن و دوستش قصد خرید یک موتور ماشین برای راه‌اندازی ماشین فردسوه شان را دارند - این سلسله تلاش های بی سرانجام استن گویای سختی های زندگی طبقه کارگر در محله فقر نشین واتس است. 